# Риттерсхайм
Риттерсхайм (нем. Rittersheim) — община в Германии, в земле Рейнланд-Пфальц. 
Входит в состав района Доннерсберг. Подчиняется управлению Кирхгаймболанден.  Население составляет 191 человек (на 31 декабря 2010 года). Занимает площадь 3,96 км².